# Communauté São Romédio
La communauté São Romédio (Comunidade de São Romédio en portugais) est un quartier de Caxias do Sul, au Rio Grande do Sul, fondé en 1876 au début de l'immigration italienne au Brésil.
Même si certains immigrants étaient déjà arrivés à Caxias avant cette époque, c'est à São Romédio, à l'ancienne Travessão Santa Teresa da 5ª Légua, où serait organisé le siège urbain de la ville actuelle, que s'est d'abord structurée une communauté comparable aux communes de l'Italie. Pour cette raison l'église de São Romédio (héritage historique et culturel de l'État) est considérée comme le cœur de Caxias et son point de repère principal. Autour de l’édifice, le quartier s'est agrandi et les habitants se sont intégrés à la vie communautaire,.

## Histoire
Les premiers immigrants sont arrivés en juin 1876. La communauté était située dans le quartier Santa Teresa de la 5e Légua et a été structurée par la construction de l'église de São Romédio, première association de Caxias do Sul. Ses objectifs étaient de préserver le culte catholique, de fonder une église et de faciliter la vie des colons, qui, lorsqu'ils ont atteint la région, ont trouvé une forêt vierge. L'idée de former une société est partie de Teresa et Angela Pezzi ; celle-ci fut fondée le 25 décembre 1876. Le groupe pionnier était composé de 38 personnes, avec des enfants.
Ils venaient du val di Non et des villages voisins du sanctuaire de San Romedio (it) à Sanzeno.
Le premier conseil d'administration de la société a été formé par Giovanni Battista Dalfovo, élu premier chef de la communauté, accompagné de Giovanni Battista Longhi et Pietro Pezzi. Au cours de cette période, divers départements ont été organisés dans la société, responsables de la catéchèse, des soins pour les malades et les mourants, des conciergeries et des cimetières,  de l'organisation des services de culte et des groupes de prière et de chant religieux, de l'organisation de festivités, des jeux et des distractions et de la collecte de fonds. Des leçons ont également été organisées pour les enfants.
En 2006, pour commémorer les 130 ans de la fondation de la communauté, avec le soutien de la Fundoprocultura de la Municipalité, des recherches ont été menées pour préserver son histoire et des panneaux ont été installés dans la salle de fête avec la description de cet itinéraire, avec la objectif de diffuser la connaissance historique du lieu et préserver l'identité de la communauté.
En 2016, la Communauté a célébré les 140 ans de sa fondation, et la presse locale a donné une grande importance à cette date, en reconnaissant son importance historique.

## L'église
La foi religieuse est restée l'un des grands piliers de la communauté tout au long de son histoire. Le grand rendez-vous de la communauté est le 15 janvier, jour de la saint Romédio, patron de l'église et saint de la dévotion des pionniers.

« L'église rappelle beaucoup les temples d'Italie. Le temple exprime, dans la simplicité de ses lignes architecturales, la simplicité des immigrants, mais aussi leur force, leur courage, leur foi et leur espoir dans les jours futurs.
En raison de la grande contribution apportée à la culture et aux progrès réalisés dans la communauté de São Romédio à Caxias do Sul, nous considérons qu'il est opportun et pratique de préserver le souvenir de nos ancêtres  »

.

## Galerie

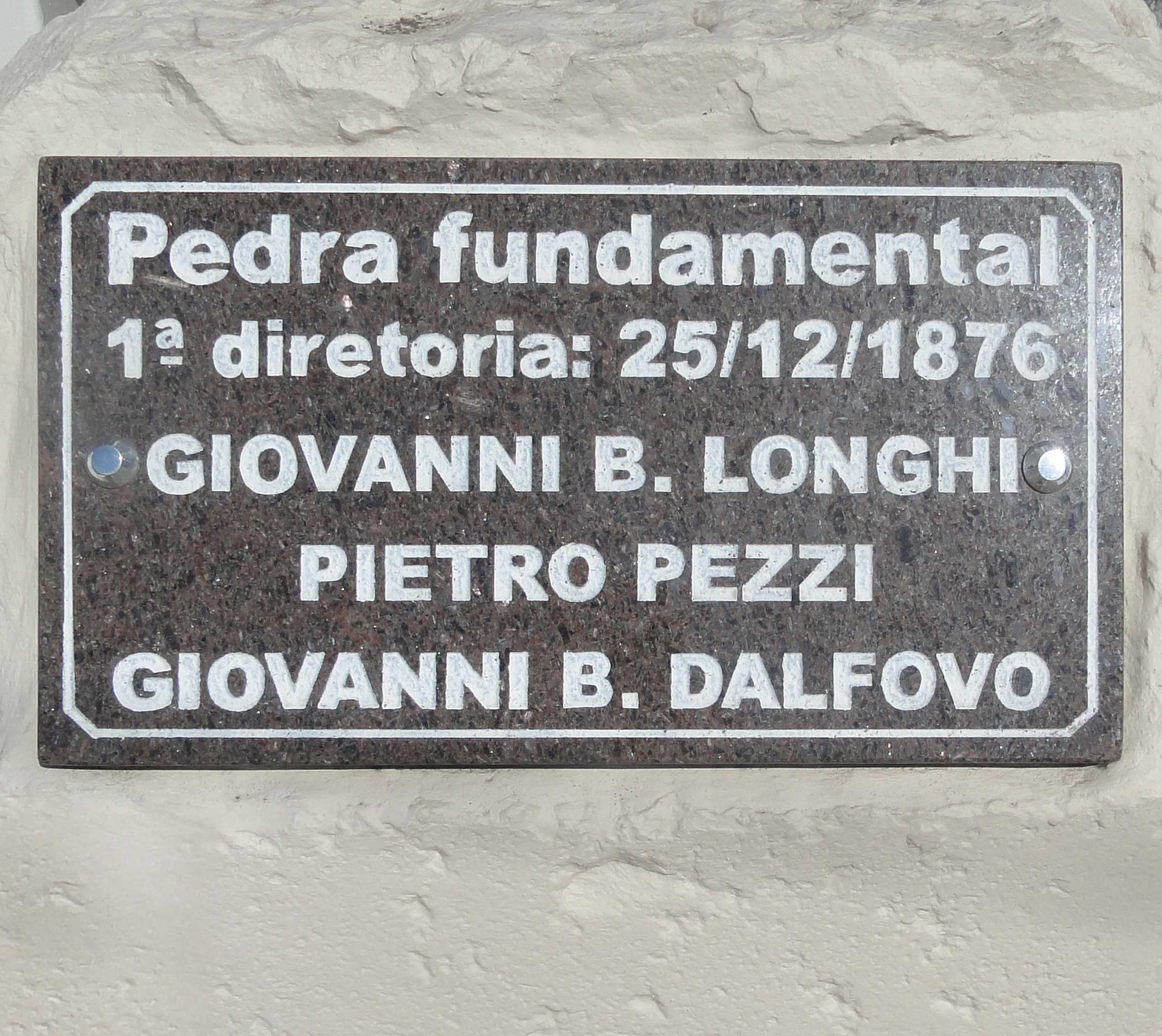
Plaque de commémoration de la pose de la 1re pierre de la Communauté.
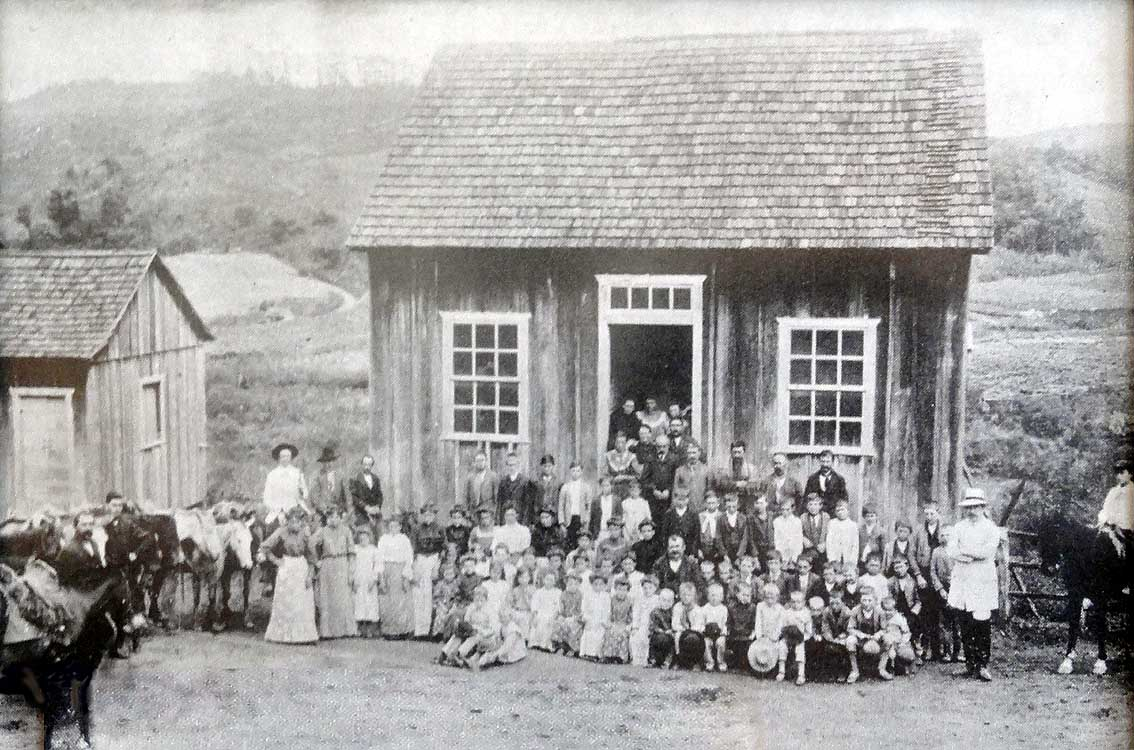
La première école de la Communauté.
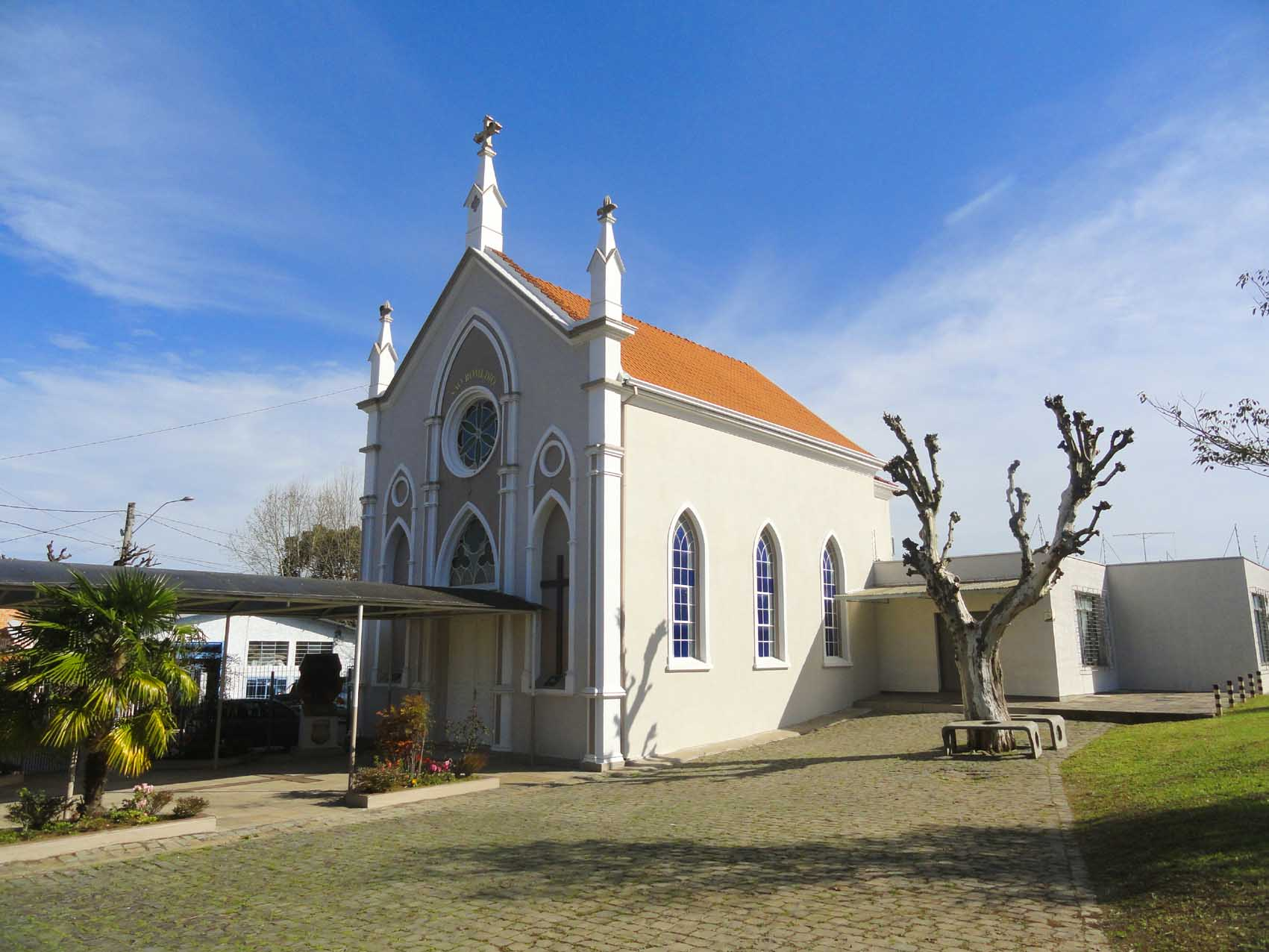
L'église.
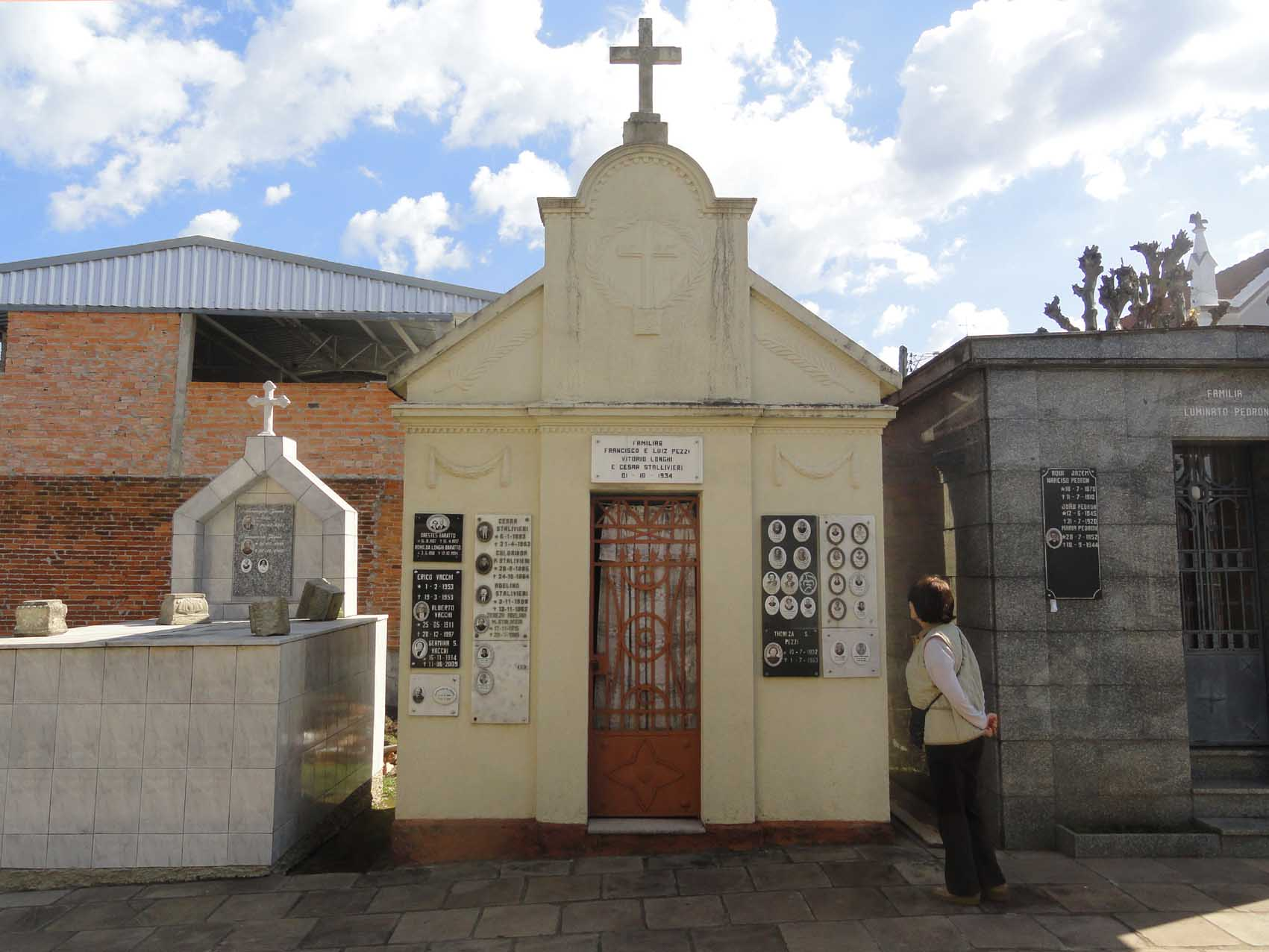
Cimetière : chapelle de la famille Pezzi - Longhi - Stalivieri
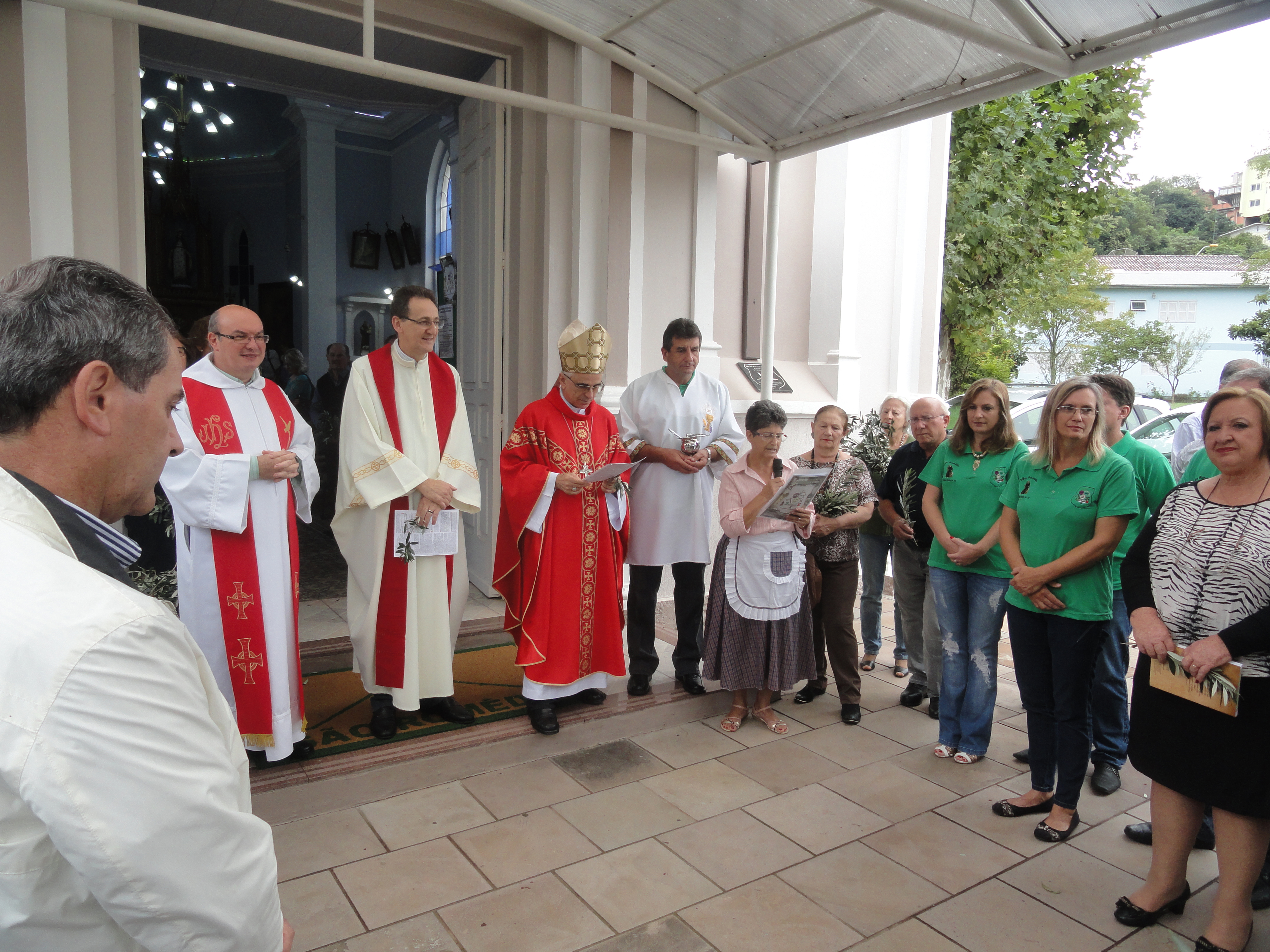
Messe des 140 ans de fondation, le 20 avril 2016, célébrée par Mgr  Alessandro Carmelo Ruffinoni
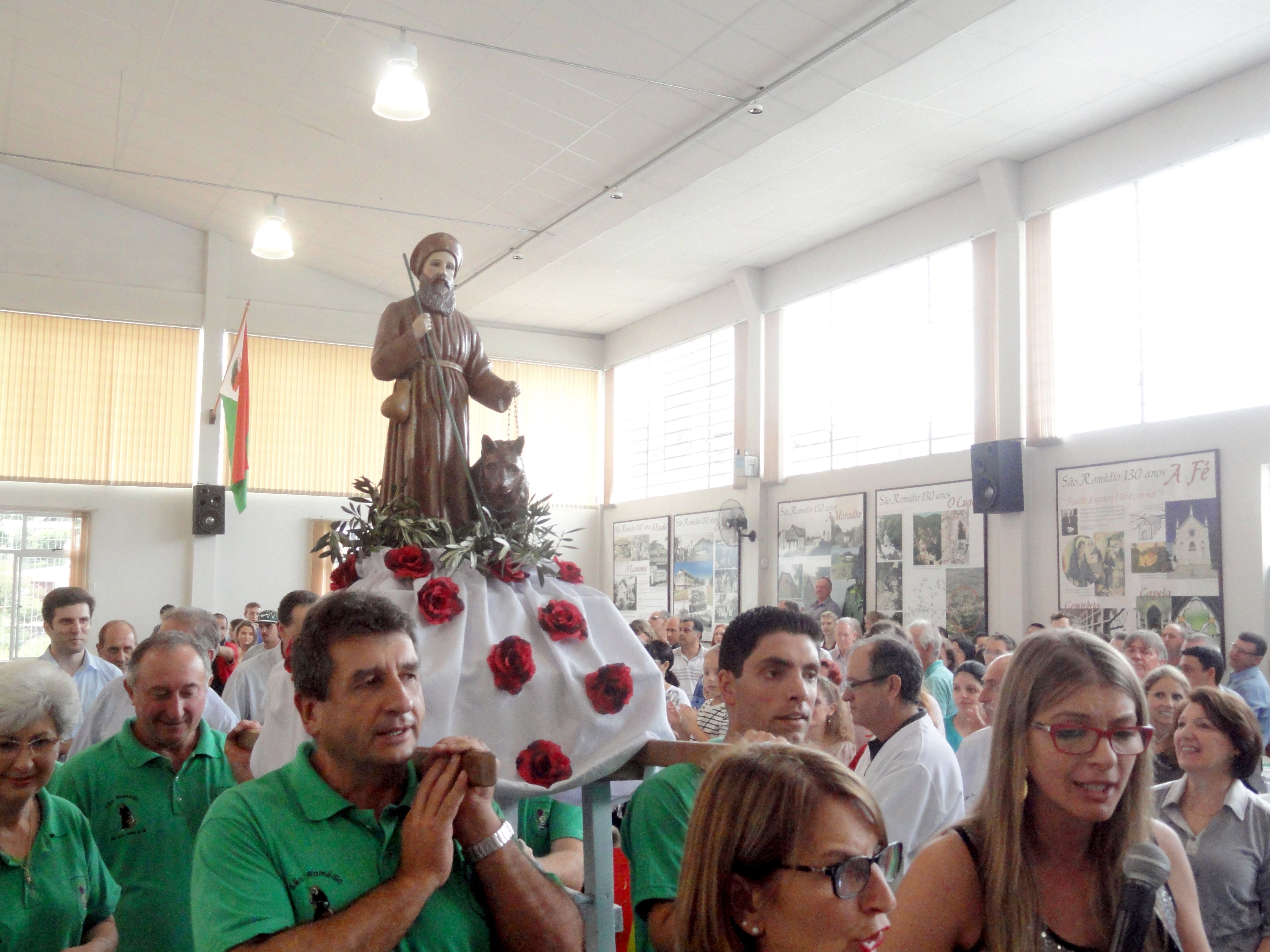
La procession avec saint Romédio, pour les 140 ans de la fondation.